# 首都各界庆祝中华人民共和国成立60周年联欢晚会
首都各界庆祝国庆60周年联欢晚会，是中華人民共和國一個文藝晚會節目，2009年10月1日晚上在中華人民共和國首都北京市东城区天安門廣場舉行。本次晚会由張藝謀策劃，內容包括煙花、光立方軍人及中國各界民族集体舞，國內藝人現場演唱民族歌曲。攝影包括高空拍攝北京夜景，表現中國的盛世。

## 胡锦涛讲话
|                                                                              | 全国同胞们, 同志们, 朋友们: 今天，我们隆重集会，庆祝中华人民共和国成立60周年。在这个喜庆而又庄严的时刻，全国各族人民都为伟大祖国的发展进步感到无比自豪，都对实现中华民族伟大复兴的光明前景充满信心。在这里，我代表党中央、全国人大、国务院、全国政协和中央军委，向一切为民族独立和人民解放、国家富强和人民幸福建立了不朽功勋的革命先辈和烈士们，表示深切的怀念!向全国各族人民和海内外爱国同胞，致以热烈的祝贺!向关心和支持中国发展的各国朋友，表示衷心的感谢.60年前的今天，中国人民经过近一代以来10O多年的浴血奋战终于夺取了中国革命的伟大胜利，毛泽东主席在这里向世界庄严宣告了中华人民共和国的成立。中国人民从此站起来了，具有50O0多年文明历史的中华民族从此进入了发展进步的历史新纪元。60年来，在以毛泽东同志、邓小平同志、江泽民同志为核心的党的三代中央领导集体和党的十六大以来的党中央领导下，勤劳智慧的我国各族人民同心同德、艰苦奋斗，战胜各种艰难曲折和风险考验，取得了举世瞩目的伟大成就，谱写了自强不息的壮丽凯歌。今天，一个面向现代化、面向世界、面向未来的社会主义中国巍然屹立在世界东方。新中国60年的发展进步充分证明，只有社会主义才能救中国，只有改革开放才能发展中国、发展社会主义、发展马克思主义。中国人民有信心、有能力建设好自己的国家，也有信心、有能力为世界作出自己应有的贡献。我们将坚定不移坚持中国特色社会主义道路，全面贯彻执行党的基本理论、基本路线、基本纲领、基本经验，继续解放思想，坚持改革开放，推动科学发展，促进社会和谐，推进全面建设小康社会进程，不断开创中国特色社会主义事业新局面、谱写人民美好生活新篇章。我们将坚定不移坚持“和平统一、一国两制”的方针，保持香港、澳门长期繁荣稳定，推动海峡两岸关系和平发展，继续为实现祖国完全统一的共同心愿而奋斗。我们将坚定不移坚持独立自主的和平外交政策，坚持和平发展道路，奉行互利共赢的开放战略，在和平共处五项原则基础上同所有国家发展友好合作，继续同世界各国人民一道推进人类和平与发展的崇高事业，推动建设持久和平、共同繁荣的和谐世界。中国人民解放军和人民武装警察部队要发扬光荣传统，加强自身建设，切实履行使命，为维护国家主权、安全、领土完整，为维护世界和平再立新功。历史启示我们，前进道路从来不是一帆风顺的，但掌握了自己命运、团结起来的人民必将战胜一切艰难险阻，不断创造历史伟业。展望未来，中国的发展前景无限美好。全党全军全国各族人民要更加紧密地团结起来，高举中国特色社会主义伟大旗帜，与时俱进，锐意进取，继续朝着建设富强民主文明和谐的社会主义现代化国家、实现中华民族伟大复兴的宏伟目标奋勇前进，继续以自己的辛勤劳动和不懈奋斗为人类作出新的更大的贡献!伟大的中华人民共和国万岁!伟大的中国共产党万岁!伟大的中国人民万岁! |
| ——中国共产党中央委员会总书记胡锦涛在庆祝中华人民共和国成立60周年大会上的讲话 | |

## 晚会流程
- 19:55-20:00  国家领导人登上天安门城楼
- 20:01-20:05  广场上的柱状焰火开始燃放
- 前奏：我的祖国(欣赏视频)
  - 20:05-20:07  《我的祖国》   齐唱
  - 《祝福祖国》  造型烟花主题表演

1. 第一乐章：这是伟大的祖国(欣赏视频)
  1. 20:07-20:13  《爱我中华》   演唱：王滢、李丹阳、吕薇
  2. “光立方”变幻“牡丹”和“中国结”图案 视频  灯光及烟花主题表演
  3. 20:14-20:16  《北京喜讯到边寨》  音乐烟花表演
  4. 20:17-20:30  各民族民歌联唱  
    1. 蒙古族歌曲《赞歌》  演唱：斯楞与额尔故纳演唱组、斯琴格日乐
    2. 维吾尔族民歌《新疆好》   演唱：迪丽娜尔·阿布拉、夏米力
    3. 藏族歌曲《翻身农奴把歌唱》  演唱：才旦卓玛、泽旺多吉
    4. 朝鲜族民歌《桔梗谣》  演唱：金曼、阿里郎组合
    5. 青海民歌《花儿与少年》   演唱：蔡国庆 、哈辉
    6. 《山歌好比春江水》  演唱：黄婉秋、严当当
    7. 《阿里山姑娘》  演唱：千百惠
    8. 《我们的祖国是花园》（又名娃哈哈）   演唱：冯晓泉、曾格格
2. 第二乐章：是我生长的地方
  1. 20:31-20:35  《今天是你的生日》   钢琴演奏：朗朗 演唱：谭晶 廖昌永 绘画少儿：崔紫旭
  2. 《黄河》 视频  烟花主题表演
  3. 20:40-20:53   歌曲联唱
    1. 《在希望的田野上》   演唱：王丽达、李晖、谌容、吴娜
    2. 《中国进行曲》 视频  演唱：迪里拜尔、戴玉强
    3. 《祖国一片新面貌》   演唱：耿莲凤、梦鸽、麦穗
    4. 《祝酒歌》 演唱：李光羲、陈思思
    5. 《好日子》  演唱：宋祖英
3. 第三乐章：在这片辽阔的土地上
  1. 20:54-20:55   “网幕”上勾勒出“青藏铁路”   烟花主题表演
  2. 20:56-20:58  《自豪的建设者》   演唱：张迈、郭蓉、师鹏、汪正正
  3. 20:59-21:02  《节日圆舞曲》   烟花主题表演
  4. 21:03-21:12  歌曲联唱
    1. 《青春中国》  演唱：解小东、孙悦
    2. 《让我们荡起双桨》 演唱：祖海 手风琴领奏：杨屹
    3. 《大中国》  演唱：屠洪钢、谢霆锋(香港)、熊天平(台湾)
    4. 《年轻的朋友来相会》   演唱：王洁实、谢莉斯、于文华、尹相杰
    5. 《二十年后再相会》  演唱：白雪等
4. 第四篇章：到处都是明媚的阳光
  1. 21:14-21:21   
    1. 《阳光路上》 演唱：彭丽媛
    2. 《走向复兴》 视频  千人大合唱

  2. 21:22-21:28  《青年友谊圆舞曲》   国家领导人与各族群众同跳拉手舞
  3. 21:29-21:35  
    1. 《歌唱祖国》   全体合唱
    2. 《我们紧握手》   演唱：郁钧剑、张也、佟铁鑫 、汤灿
    3. 《国家》   演唱：成龙、刘媛媛
    4. 《锦绣中华》 烟花主题表演

## 香港方面
在中華人民共和國國慶日當晚，由於TVB轉播《首都各界庆祝国庆60周年联欢晚会》，香港方面的《維港煙花匯演直播》、《有營煮婦》、《畢打自己人》等都停播，而《蔡鍔與小鳳仙》則延後至10時播出。

## 参見
- 中华人民共和国成立60周年庆典
- 2008年夏季奧林匹克運動會開幕式
- 中國中央電視台春節聯歡晚會

## 外部參考
- MyTV: 《首都各界庆祝国庆60周年联欢晚会》